# Toshiyuki Hayashi

a Compétitions nationales et continentales officielles uniquement.

b Matchs officiels uniquement.
Dernière mise à jour le 31 août 2016.
Toshiyuki Hayashi (林敏之, Hayashi Toshiyuki), né le 8 février 1960 à Tokushima (Japon), est un ancien joueur japonais de rugby à XV. Il a joué au poste de pilier ou de deuxième ligne. Il a évolué avec l'équipe de Kobe Steel en Tournoi national des sociétés entre 1982 et 1995. Il mesure 1,84 m pour 103 kg.

## Biographie
Il dispute le Varsity Match opposant les universités d'Oxford et de Cambridge[réf. nécessaire].

## Carrière

### En club
Toshiyuki Hayashi a évolué pendant treize saisons avec le club de Kobe Steel, remportant sept fois de suite le championnat national et l'All Japan Championship entre 1989 et 1995.

### En équipe nationale
Toshiyuki Hayashi a eu sa première cape internationale le 19 octobre 1980 à l’occasion d’un test-match contre l'équipe de France A, et sa dernière le 6 septembre 1992 contre l'équipe de Hong kong. 
Il a disputé la coupe du monde 1987 et 1991.

## Palmarès

### En club
- Vainqueur du All Japan Championship en 1989, 1990, 1991, 1992, 1993, 1994 et 1995.

- Champion du Tournoi national des sociétés en 1989, 1990, 1991, 1992, 1993, 1994 et 1995.

### En équipe nationale
- 38 sélections dont 10 en tant que capitaine.
- 12 points (3 essais).

- Participation à la coupe du monde en 1987 (3 matchs) et 1991 (3 matchs).
- Vainqueur du championnat d'Asie en 1992.